# Площа Отель-де-Віль
Площа Отель-де-Віль (фр. Place de l'Hôtel-de-Ville), до 1803 року Гревська площа (фр. place de Grève) — площа перед міською мерією в 4-му муніципальному окрузі Парижа. Назва «Гревська площа» походить від французького слова «grève», яке означає низинний берег моря або річки, вкритий галькою або піском. У цьому місці на правому березі Сени була перша річкова пристань Парижа. Тут завжди можна було заробити на завантаженні або розвантаженні кораблів, звідси походить і французький вираз «être en grève» та «faire (la) grève» — «працювати на Гревській площі», що нині означає «страйкувати», — абсолютно протилежне значення до первісного.
На площі Отель-де-Віль розташована французька мерія.

## Площа екзекуцій

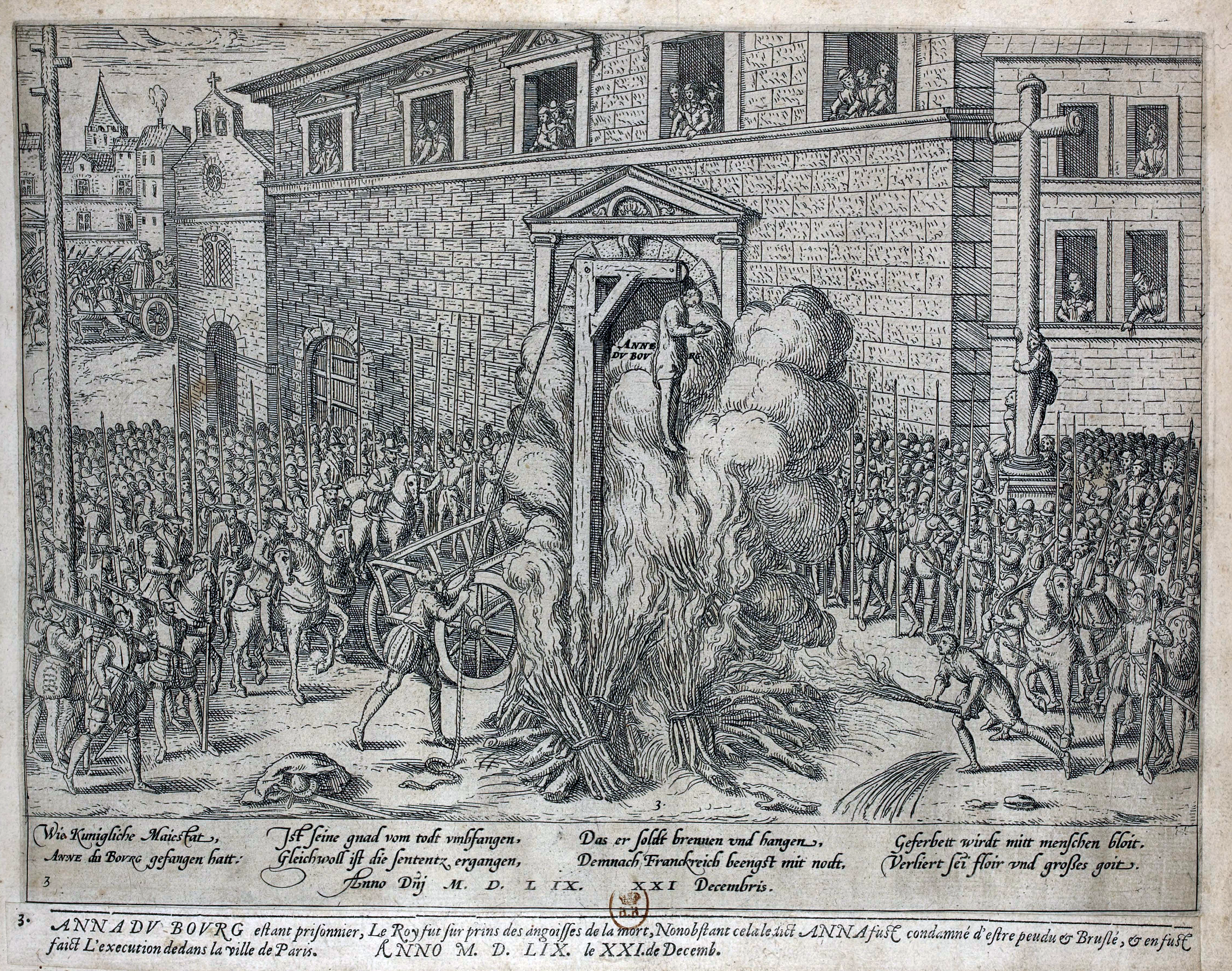
Страта Анни де Бург на Гревській площі

Однак основна причина популярності Гревської площі — це публічні страти, що проводилися на площі протягом кількох століть. На площі стояли шибениця та ганебний стовп. В середньовічній Франції було прийнято злочинців з числа простих людей вішати, а злочинцям-аристократам відрубувати голову, розбійників — колесувати, а єретиків і відьом спалювати на вогнищах.
Застосовувалися досить жорстокі методи страт: спалення на вогнищі, четвертування, повішення. На Гревській площі зокрема були страчені:
- Маргарита Поретанська в 1310 році,
- Анна де Бург (Anne du Bourg) в 1559 році,
- Габріель де Монтгомері в 1574 році,
- Жак Клеман (Jacques Clément) в 1589 році (точніше, четвертування на площі зазнало мертве тіло Клемана, вбитого на місці злочину охоронцями),
- Франсуа Равальяк (François Ravaillac) в 1610 році,
- Луї-Домінік Картуш в 1721 році,
- Робер-Франсуа Дам'єн в 1757 році,
- Томас Артур де Лалл-Толендаль в 1766 році.

### Гільйотина
25 квітня 1792 року на Гревській площі вперше як знаряддя страти було використано гільйотину. Першим було страчено простого злодія Нікола Пеллетьє (Nicolas Pelletier). Натовп роззяв, звичний до «видовищніших» страт, був розчарований швидкістю страти на гільйотині.
Незабаром гільйотина «переїхала» з Гревської площі на площу Республіки (нині Площа Згоди), де й відбулася більшість страт Революції.

## У літературі
- Віктор Гюго у своєму романі «Собор Паризької богоматері» назвав Гревську площу символом середньовічного правосуддя — жорстокого і кривавого.
- У романі Анн Голон, Анжеліка, на Гревській площі мав бути страчений Жоффрей де Пейрак.

## Сьогодні
19 березня 1803 року Гревську площу перейменовано на площу Отель-де-Вілль (міської мерії). Довжина площі — 155 метрів, ширина — 82 метри. З 1982 року площа стала пішохідною зоною. Взимку тут заливають ковзанку для охочих покататися на ковзанах, влітку влаштовують пляжний волейбол.